# Копо (департамент)
Копо е департамент в провинция Сантяго дел Естеро, Аржентина. Столицата е Монте Кемадо.
Департаментът е създаден през 1921 г.